# フェルナンド・マルティネス (ボクサー)
フェルナンド・マルティネス（Fernando Martínez、1991年7月18日 - ）は、アルゼンチンのプロボクサー。ブエノスアイレス州アベジャネーダ出身。現WBA世界スーパーフライ級王者。元IBF世界スーパーフライ級王者。

## 来歴

### アマチュア時代
2015年10月、世界ボクシング選手権大会にフライ級(52kg)で出場するも1回戦で敗退。
2016年8月、リオデジャネイロオリンピックにフライ級で出場するも1回戦で敗退。

### プロ時代
2019年12月16日、東ケープ州イースト・ロンドンのオリエンタル・シアターでWBC世界スーパーフライ級シルバー王者のアゼンコジ・ドゥメズウェニと対戦し、11回23秒TKO勝ちを収め王座を獲得した。
2022年2月26日、ネバダ州ラスベガスのザ・コスモポリタン内チェルシー・ボール・ルームでIBF世界スーパーフライ級王者のヘルウィン・アンカハスと対戦し、12回3-0（2者が118-110、117-111）の判定勝ちを収め王座を獲得した。
2022年10月8日、カリフォルニア州カーソンの ディグニティ・ヘルス・スポーツ・パーク・テニスコートにてセバスチャン・フンドラ対カルロス・オカンポの前座で、ヘルウィン・アンカハスとダイレクトリマッチで再戦し、12回判定勝ちを収め初防衛に成功した。この試合でマルティネスは7万5千ドル（約1000万円）、アンカハスは10万ドル（約1400万円）のファイトマネーを稼いだ。
2023年6月25日、ミネソタ州ミネアポリスのミネアポリス・アーモリーでIBF世界スーパーフライ級1位の指名挑戦者ジェイド・ボルネアと対戦し、11回29秒TKO勝ちを収め2度目の防衛に成功した。

#### 王座統一戦
2024年7月7日、日本のリングに初登場。両国国技館でWBA世界スーパーフライ級王者の井岡一翔と王座統一戦を行い、12回3-0（116-112、117-111、120-108）の判定勝ちを収めIBF王座3度目の防衛とWBA王座の獲得に成功した。試合はABEMAで独占無料配信された。
2024年10月29日、マルティネスは指名挑戦者でIBF世界スーパーフライ級3位のウィリバルド・ガルシアとの指名戦より井岡一翔への再戦を優先させた為IBF王座を返上した。

## 戦績
- プロボクシング：18戦 18勝 (9KO) 無敗

| 戦           | 日付           | 勝敗 | 時間     | 内容    | 対戦相手                                         | 国籍             | 備考                                                     |
| ------------ | -------------- | ---- | -------- | ------- | ------------------------------------------------ | ---------------- | -------------------------------------------------------- |
| 1            | 2017年8月25日  | ☆    | 4R 終了  | TKO     | フアン・イグナシオ・ハラン                       | アルゼンチン     | プロデビュー戦                                           |
| 2            | 2017年12月22日 | ☆    | 4R       | 判定3-0 | サンティアゴ・ヘスス・ペロッチ                   | アルゼンチン     |                                                          |
| 3            | 2018年4月6日   | ☆    | 6R       | 判定2-0 | ニコラス・ナウエル・ボテリ                       | アルゼンチン     |                                                          |
| 4            | 2018年5月18日  | ☆    | 2R       | KO      | ファビアン・エルナン・クラロ                     | アルゼンチン     | FABアルゼンチンスーパーフライ級王座決定戦                |
| 5            | 2018年8月31日  | ☆    | 2R       | KO      | マルコス・エミリオ・ビジャファン                 | アルゼンチン     |                                                          |
| 6            | 2018年10月26日 | ☆    | 1R       | KO      | カルロス・ルーベン・ダリオ・ルイス               | アルゼンチン     |                                                          |
| 7            | 2018年12月7日  | ☆    | 1R       | TKO     | マティアス・エマヌエル・イリアルテ・モンセラット | アルゼンチン     |                                                          |
| 8            | 2019年1月12日  | ☆    | 6R       | 判定3-0 | アベル・レアンドロ・シルバ                       | アルゼンチン     |                                                          |
| 9            | 2019年3月29日  | ☆    | 7R       | KO      | カルロス・アリエル・ファリアス                   | アルゼンチン     |                                                          |
| 10           | 2019年6月7日   | ☆    | 10R      | 判定3-0 | アベル・レアンドロ・シルバ                       | アルゼンチン     |                                                          |
| 11           | 2019年12月16日 | ☆    | 11R 0:23 | TKO     | アセンコシ・ドゥメシウェニ                       | 南アフリカ共和国 | WBCシルバー・世界スーパーフライ級タイトルマッチ          |
| 12           | 2020年12月11日 | ☆    | 10R      | 判定2-1 | アンヘル・ニコラス・アキノ                       | アルゼンチン     |                                                          |
| 13           | 2021年8月13日  | ☆    | 4R 2:52  | TKO     | ゴンサロ・ガルシア・デュラン                     | メキシコ         |                                                          |
| 14           | 2022年2月26日  | ☆    | 12R      | 判定3-0 | ヘルウィン・アンカハス                           | フィリピン       | IBF世界スーパーフライ級タイトルマッチ                    |
| 15           | 2022年10月8日  | ☆    | 12R      | 判定3-0 | ヘルウィン・アンカハス                           | フィリピン       | IBF防衛1                                                 |
| 16           | 2023年6月24日  | ☆    | 11R 0:29 | TKO     | ジェイド・ボルネア                               | フィリピン       | IBF防衛2                                                 |
| 17           | 2024年7月7日   | ☆    | 12R      | 判定3-0 | 井岡一翔（志成）                                 | 日本             | WBA・IBF世界スーパーフライ級王座統一戦 WBA獲得・IBF防衛3 |
| 18           | 2025年5月11日  | ☆    | 12R      | 判定3-0 | 井岡一翔（志成）                                 | 日本             | WBA防衛1                                                 |
| 19           | 2025年11月22日 | -    | -        | -       | ジェシー・ロドリゲス                             | アメリカ合衆国   | WBA・WBC・WBO世界スーパーフライ級王座統一戦 試合前       |
| テンプレート |                |      |          |         |                                                  |                  |                                                          |

## 獲得タイトル
- FABアルゼンチンスーパーフライ級王座
- WBC世界スーパーフライ級シルバー王座
- IBF世界スーパーフライ級王座（防衛3=返上）
- WBA世界スーパーフライ王座（防衛1）